# Poštanska marka
Poštanska marka je najčešće na komadu papira otisnuta novčana protuvrijednost poštanske usluge. Poštanske marke izdaju pošte da bi označile naplaćene troškove transporta pisama, paketa, razglednica ili nekih drugih poštanskih pošiljki. Pošta označava žigom da je poštanska marka upotrebljena i na žigu se nalazi datum, naziv pošte, kao i ponekad vrijeme poništavanja marke. Marke su nazubljene radi lakšeg odvajanja iz bloka. Na poštanskoj marki nalazi se obično:
- naziv države koja je marku izdala
- nominalna vrijednost
- motiv predstavljen grafičkim rješenjem
- popratni tekst
- amblem pošte
- godina izdavanja
- autor marke

Postoje izdanja koja na sebi nemaju sva svojstva. Tako npr. poštanske marke Velike Britanije na sebi ne nose naziv države.

## Povijest
Nekada je poštar, donoseći pismo, morao naplaćivati poštansku pristojbu jer poštanskih maraka još nije bilo. Poput današnjih inkasatora za struju ili vodu poštari su sami izračunavali i naplaćivali poštarinu. Godine 1834. Englez Rowland Hill predložio je reformu poštanskih tarifa, želeći u prvome redu smanjenje poštarine i plaćanje poštanskih usluga unaprijed kupnjom marke koja bi se lijepila na svaku poštansku pošiljku.
Pojava prve poštanske marke izazvala je pravu revoluciju u poštanskoj službi u svijetu. Došlo je do unifikacije tarifa koje su se prije određivale prema udaljenosti od pošiljatelja do primatelja i, što je za poštu bilo još povoljnije, poštanske usluge počele su se plaćati unaprijed. Tu novost već idućih godina uvode i druge zemlje. Izgled marke kroz povijest često se mijenjao, kao i slika na njoj. Na prvoj poštanskoj marki u svijetu otisnut je lik engleske kraljice Viktorije. Danas su tu portreti državnika, znanstvenika, istraživača, prikazi važnih povijesnih događaja, krajolici, gradovi, biljke, životinje ili reprodukcije djela poznatih slikara. Usporedno s uvođenjem marke u poštanski promet razvila se i filatelija, skupljanje maraka u zbirke.